# Rajd Ziemi Lubelskiej 1962
Rajd Ziemi Lubelskiej – 1. edycja Rajdu Ziemi Lubelskiej. Był to rajd samochodowy rozgrywany od 26 do 27 maja 1962 roku o współczynniku 4. Była to trzecia runda Rajdowych Samochodowych Mistrzostw Polski w roku 1962. Rajd został rozegrany na nawierzchni asfaltowej. Zwycięzcą został Sobiesław Zasada..

## Wyniki końcowe rajdu[1][2]
| Miejsce | Kierowca            | Pilot               | Samochód           | Klasa |
| ------- | ------------------- | ------------------- | ------------------ | ----- |
| 1       | Sobiesław Zasada    | Ewa Zasada          | Morris Mini Cooper | 1-2   |
| 2       | Marek Varisella     | Mirosław Jeżowski   | FSO Syrena 102     | 3     |
| 3       | Adam Wędrychowski   | Andrzej Zieliński   | Renault Dauphine   | 3     |
| 4       | Zygmunt Bronisz     |                     | Wartburg 1000      | 4     |
| 5       | Edward Opaliński    | Wit Klonowiecki     | Wartburg 1000      | 4     |
| 6       | Aleksander Sobański | Mieczysław Sochacki | Škoda Octavia      | 6     |
| 7       | Ksawery Frank       |                     | Chevrolet          | 1-2   |
| 8       | Stanisław Stolarski | Longin Bielak       | Wartburg 311       | 4     |
| 9       | Andrzej Kozłowski   | Jan Kutnik          | Škoda Octavia      | 6     |
| 10      | Jerzy Dobrzański    | Kazimierz Osiński   | BMW 700 Sport      | 1-2   |
| 10      | Zbigniew Sucharda   | Marek Jurkowski     | Wartburg 312       | 4     |